# Związek Sześciu Miast
Związek Sześciu Miast (niem. Oberlausitzer Sechsstädtebund, górnołuż. Zwjazk šěsćiměstow, czes. Šestiměstí) – związek sześciu miast, w którego skład wchodziły: Budziszyn, Zgorzelec, Kamienica (niem. Kamenz), Lubań, Lubiniec (niem. Löbau) oraz Żytawa. Związek powstał w celu ochrony szlaków handlowych w 1346 a rozwiązany został w 1815 po kongresie wiedeńskim. Przyjęło się go nazywać górnołużyckim, jednakże w chwili powstania jedynie pięć miast było uznawanych za łużyckie, natomiast Żytawa była wciąż uznawana za przynależną do historycznego regionu Czech.

## Historia
Po przejęciu w 1346 roku od piastowskiego księstwa jaworskiego części Łużyc przez Czechy, miasta leżące wzdłuż Via Regia Lusatica (pol. Królewskiej Drogi Łużyckiej) znalazły się pod wspólnym, w tym przypadku czeskim panowaniem, dzięki czemu stało się możliwe utworzenie sojuszu zwiększającego siłę ekonomiczną i polityczną miast, a tym samym ochronę interesów kupieckich oraz wspólną obronę szlaków handlowych przed rycerzami-rabusiami. 21 sierpnia 1346 utworzono związek, w którego skład weszło sześć miast królewskich: Budziszyn (niem. Bautzen, łuż. Budyšin), Görlitz (pol. Zgorzelec, głuż. Zhorjelc), Kamenz (pol. Kamienica, łuż. Kamjenc), Lubań (niem. Lauban), Löbau (pol. Lubiniec, łuż. Lubij) oraz Żytawa (niem. Zittau, łuż. i czes. Žitava).
Czas największego rozkwitu ośrodków przypada na pierwsze 200 lat istnienia federacji. Umowa o wzajemnej pomocy prawnej i zbrojnej umocniła pozycję mieszczaństwa – związek stał się największą siłą polityczną w Górnych Łużycach, przewyższającą nawet pozycję szlachty. Rada miejska Budziszyna prowadziła całą korespondencję handlową w imieniu wszystkich miast, a doroczne konwenty delegatów odbywały się najczęściej w Löbau.
W 1469 Związek Sześciu Miast uznał władzę króla Węgier Macieja Korwina, tym samym dołączając do Węgier, by po śmierci króla w 1490 powrócić do Korony Czeskiej, wówczas we władaniu królewicza polskiego Władysława II Jagiellończyka.
W 1547 król Czech i Węgier Ferdynand I nałożył na miasta Związku olbrzymią karę za rzekomą zdradę podczas religijnej wojny szmalkaldzkiej w bitwie pod Mühlbergiem, 24 kwietnia 1547. Pomimo żądań króla, na dzień przed bitwą miasta rozpuściły swe wojska, bowiem upłynął dwumiesięczny termin, na jaki Związek udzielił mu swych sił. Sojusz został rozbrojony, ukarany kontrybucją w astronomicznej – jak na ówczesne czasy – wysokości 100 tys. guldenów, a ponadto podatkiem od piwa, przepadkiem dóbr ziemskich na rzecz korony oraz utratą przywilejów. Pomimo podźwignięcia się gospodarczego miast federacji już w ciągu następnej dekady, potęga polityczna związku nie została nigdy odbudowana.
Sojusz został rozwiązany po kongresie wiedeńskim w 1815, gdy miasta znalazły się w granicach różnych państw – Saksonii i Prus. Cztery miasta, położone wówczas w Saksonii (Budziszyn, Kamenz, Löbau, Żytawa), w 1819 reaktywowały związek w okrojonym składzie jako Związek Czterech Miast, który jednakże się rozpadł w 1868.
Herby wszystkich sześciu miast znalazły się na wybudowanym w 1903 roku Nowym Ratuszu w Zgorzelcu.
W 21 lipca 1991 w trakcie obchodów 770-lecia lokacji miasta Löbau związek reaktywowano, a w jego skład wszedł także Zgorzelec. Celem tego związku jest promocja turystyczna regionu.